# Wiener Riesenrad
Das Wiener Riesenrad im Prater im Gemeindebezirk Leopoldstadt ist eine Sehenswürdigkeit und ein Wahrzeichen Wiens. Es wurde 1897 zur Feier des 50. Thronjubiläums Kaiser Franz Josephs I. errichtet und war zur damaligen Zeit eines der größten Riesenräder der Welt.

## Geschichte

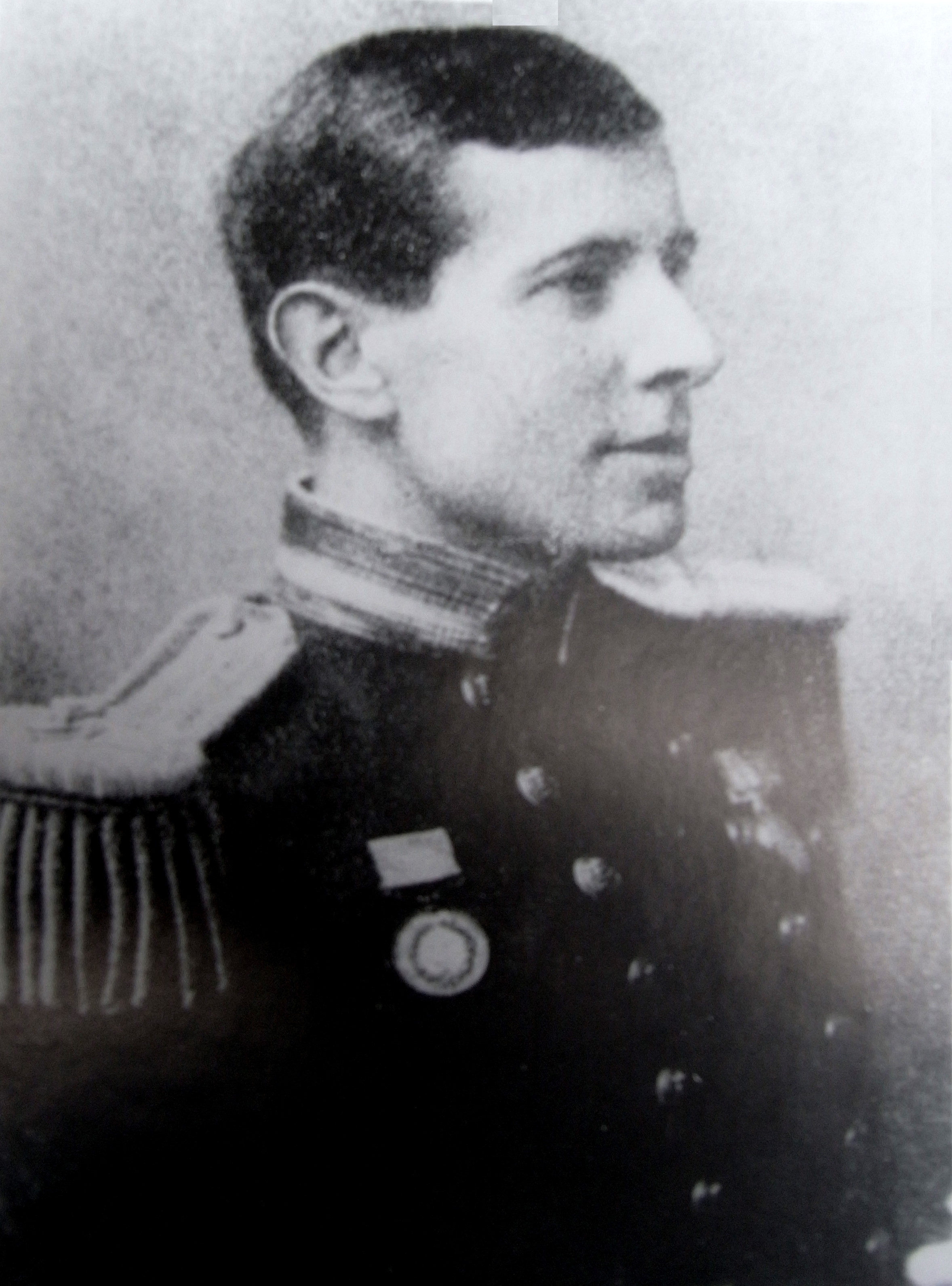
Walter Bassett Basset

Das Riesenrad mit 30 Waggons kurz nach der Eröffnung 1897

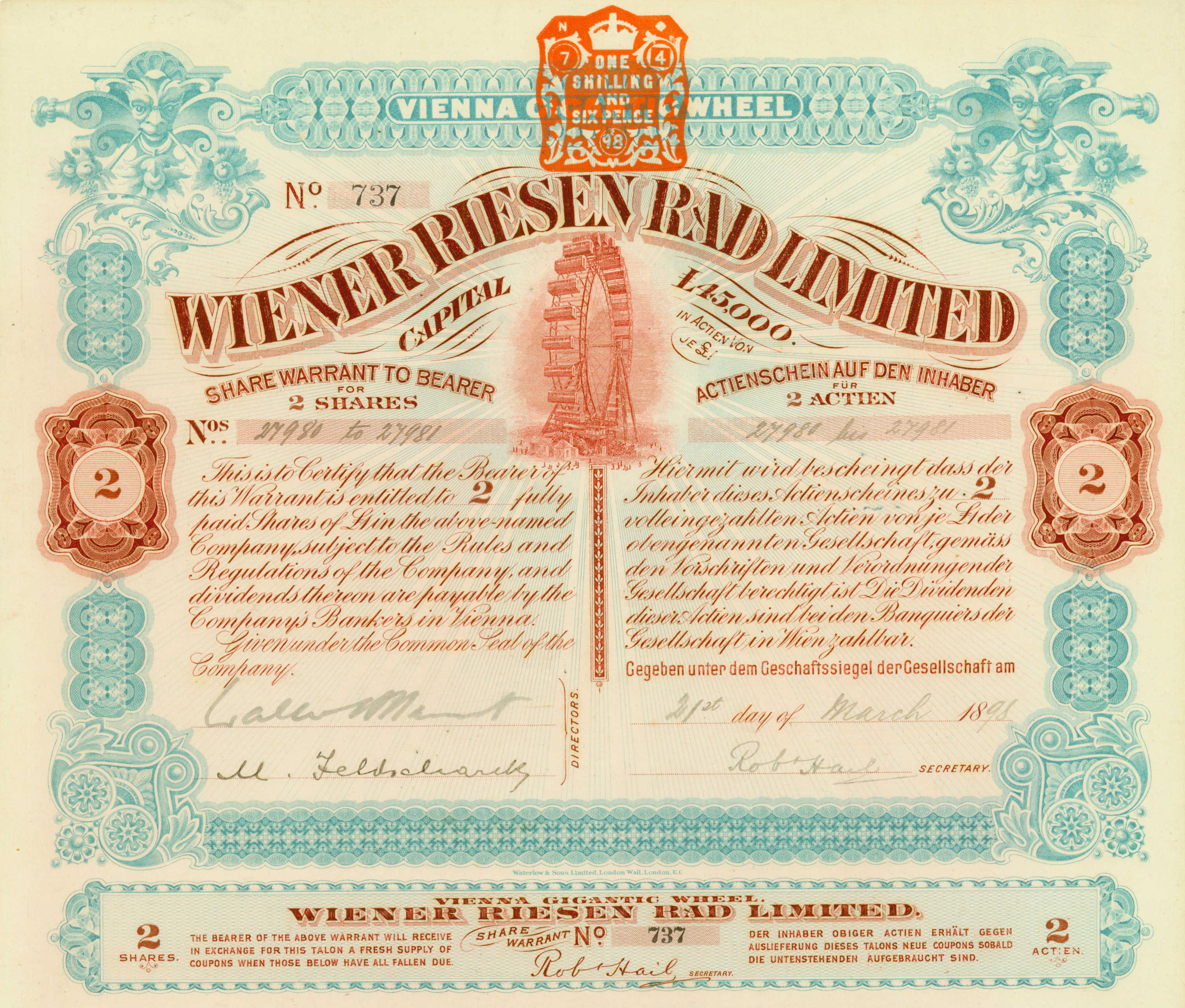
Aktie der Wiener Riesen Rad Ltd. vom 21. März 1898

Das Riesenrad wurde 1896 von den englischen Ingenieuren Walter Bassett Basset (1864–1907) und Harry Hitchins geplant und mit 30 Waggons auf einem von Gabor Steiner, dem eigentlichen „Vater des Riesenrades“, gepachteten Grundstück auf dem Prater-Gelände errichtet. Als eigentlich ausführender Chefkonstrukteur wirkte Hubert Cecil Booth mit. Walter Bassett Basset selbst streckte die Baukosten von 500.000 Kronen vor und verbriefte die Finanzierungskosten hinterher in Aktien (45.000 £) und einer Anleihe von 10.000 £ (eingeteilt in 40 Stücke zu 250 £) der englischen Gesellschaft „Wiener Riesen Rad Limited“ (Vienna Gigantic Wheel Ltd.). Am 25. Juni 1897 um 17.30 Uhr wurde das Rad erstmals in Bewegung gesetzt; allerdings führte es nur eine halbe Umdrehung aus, damit der obere Teil nach unten gebracht und fertig montiert werden konnte. Eröffnet wurde es 1897, ein Jahr vor der Feier des 50. Thronjubiläums Kaiser Franz Josephs I.
Die offizielle Einweihung des Riesenrads erfolgte am 3. Juli 1897, einem heißen Sommertag, an dem die Wiener das Prater-Gelände in großer Zahl besuchten.

„Wien ist nunmehr um eine große Attraction reicher, um das Riesenrad in ‚Venedig in Wien‘, das heute Abends zum erstenmale in Bewegung gesetzt wurde. Seit Monaten hat man das riesige Eisengerippe in die Höhe wachsen gesehen, und die allgemeine Neugier befaßte sich mit dem Ungethüm, dessen gigantische Formen im Prater von weither zu erblicken sind. Zu der heutigen Eröffnungsfahrt war ein zahlreiches Publicum geladen worden, ein weit größeres Publicum aber hatte sich auf allen freien Aussichtspunkten des Praters angesammelt, um der ersten ‚Rundreise‘ des Riesenrades beizuwohnen. Vor den Thoren von ‚Venedig‘ standen schon seit Nachmittag Hunderte von Menschen, deren Zahl sich immer mehr erhöhte und die schließlich, als der Abend hereingebrochen war, nach Tausenden beziffert werden konnte. Am Rade selbst wurde noch bis kurz vor der ersten Fahrt die sogenannte ‚letzte Hand‘ angelegt. Monteure krochen in den Speichen der Riesen-Construction herum, hämmerten und nagelten noch dort und da; Arbeiter der Elektricitäts-Gesellschaft waren geschäftig, um die Hunderte von Beleuchtungskörpern, die das Rad umkreisen, in Stand zu setzen, und Vertreter der Behörde, darunter auch der Leiter des Prater-Commissariates, Ober-Commissär Doleisch, überwachten alle diese letzten Arbeiten. Um 6 Uhr, eine Stunde nach der angesetzten Frist, begann der Zulaß der Festgäste zu den Waggons. Das Rad trägt in seinem Umkreise 30 Wagen mit einem Fassungsraume für je 20 Personen. Die Wagen sind elektrisch beleuchtet. Im Innern mit einer Doppelbank in der Mitte und vier Sitzen in den Ecken versehen, gewähren die Waggons den Fahrgästen durch die breiten, mit Eisenspangen geschützten Fenster einen weiten Ausblick nach allen Seiten. Bei der Eröffnungsfahrt wurden nur je zehn Personen in jedem Wagen placirt. Vor dem Einsteigen richtete Ingenieur Feilbogen eine kurze Ansprache an die Gäste, in der er der Freude über die Vollendung des Riesenwerkes Ausdruck gab, worauf er dann nach seemännischer Art eine an der mächtigen Eisen-Construction befestigte Champagnerflasche mit einem Segensspruche für das Rad zerschmetterte. Direktor Gabor Steiner knüpfte an diese Worte ein Hoch auf den Kaiser, in das die Festgäste stürmisch einstimmten.“

Am Vorabend hatte eine Probefahrt stattgefunden: „Die Waggons waren mit Ballast belastet. Die Probetour verlief zufriedenstellend. Die Waggons zeigten keinerlei Schwankungen.“ Zu Beginn war das Riesenrad von 16.00 bis 23.00 Uhr in Betrieb. Nur die wenigsten dürften allerdings in der Lage gewesen sein, den Fahrpreis in Höhe von 1 Gulden am Eröffnungstag aufzubringen (ein Beamter verdiente damals 30 Gulden im Monat). Ab dem zweiten Betriebstag kostete die Fahrt nur noch die Hälfte (50 Neukreuzer).
Am 2. Mai 1902 wurde das „Wiener Riesenrad aus engl. Stahl, sammt Zubehör“ zwangsversteigert.
Zu Beginn des Ersten Weltkrieges war die Engländerin Frau Basset Curzon Besitzerin des Riesenrades. Mit Kriegsausbruch übernahm Staatsbahnrat Friedrich Beck ihre Vertretung und war „auch der Behörde gegenüber der verantwortliche Leiter des Unternehmens“. Friedrich Beck hatte sich verpflichtet, mit Ablauf des Monats Dezember 1915 „das Riesenrad abzutragen und den Boden vollständig auszuebnen“. Da dies nicht geschah, klagten die Grundeigentümer (der frühere Direktor des Kaisergartens Leo Winter mit einigen Teilhabern), um die zwangsweise Abtragung des Riesenrades durchzusetzen. Das Gericht gab der Klage statt und verpflichtete den Betreiber zur Zahlung der voraussichtlichen Kosten von 100.000 Kronen. Da dieser die Kosten nicht aufbringen konnte, kam es Ende August 1916 zur Pfändung. Die Satirezeitschrift Kikeriki dichtet hierzu:
Auch deine Laufbahn endet.

Du Wiener Riesenrad.

Man hat dich schon gepfändet,

Wahrzeichen unsrer Stadt!

Dem Riesenball der Erde,

Dem wirds bald auch zu dumm.

Falls nicht bald Friede werde,

Draht sie si' nimmer um!
(An das Riesenrad im Kikeriki vom 3. September 1916.)
Der nicht mit Gabor Steiner verwandte Prager Kaufmann Eduard Steiner war seit 1932 Eigentümer des Wiener Riesenrads.
1938 wurde das Riesenrad wie das gesamte Eigentum von Eduard Steiner von den Nationalsozialisten „arisiert“. Neue Eigentümer wurden die Wiener Alfons Wilfert zu 40 Prozent sowie zu je 20 Prozent Johann Michna, Anton Öhlwein und Josef Örtel.
Im Jahr 1939 wurde mit 320.000 Fahrgästen ein Rekord aufgestellt. Anfang 1940 wurde das Riesenrad unter Denkmalschutz gestellt und so – mit einem „Alter“ von nur 43 Jahren – zum jüngsten Denkmal Wiens.
Den Zweiten Weltkrieg überstand das Riesenrad bis zum Herbst 1944 unbeschädigt. Am 16. September 1944 kam es infolge eines Kurzschlusses zu einem Brand auf der gegenüberliegenden Hochschaubahn im Volksprater, wodurch auch das Riesenrad beschädigt wurde. Ende September konnte es jedoch wieder in Betrieb gehen. Im April 1945 wurde es durch Feuer und Bomben schwer beschädigt und brannte aus.
1944 war Gabor Steiner in seinem Exil in Beverly Hills verstorben. Eduard Steiner, der letzte rechtmäßige Besitzer vor der „Arisierung“, wurde im KZ Auschwitz ermordet. Anfang 1951 reichten seine drei Töchter, die damals in Prag bzw. Ecuador lebten, eine Rückstellungsklage ein. Da sie nicht beabsichtigten, das Riesenrad selbst zu betreiben oder nach einer Demontage ins Ausland zu verbringen, klagten sie auf Schadenersatz in Höhe von 500.000 S. 1953 wurde das Riesenrad schließlich an die drei Steiner-Erbinnen restituiert.

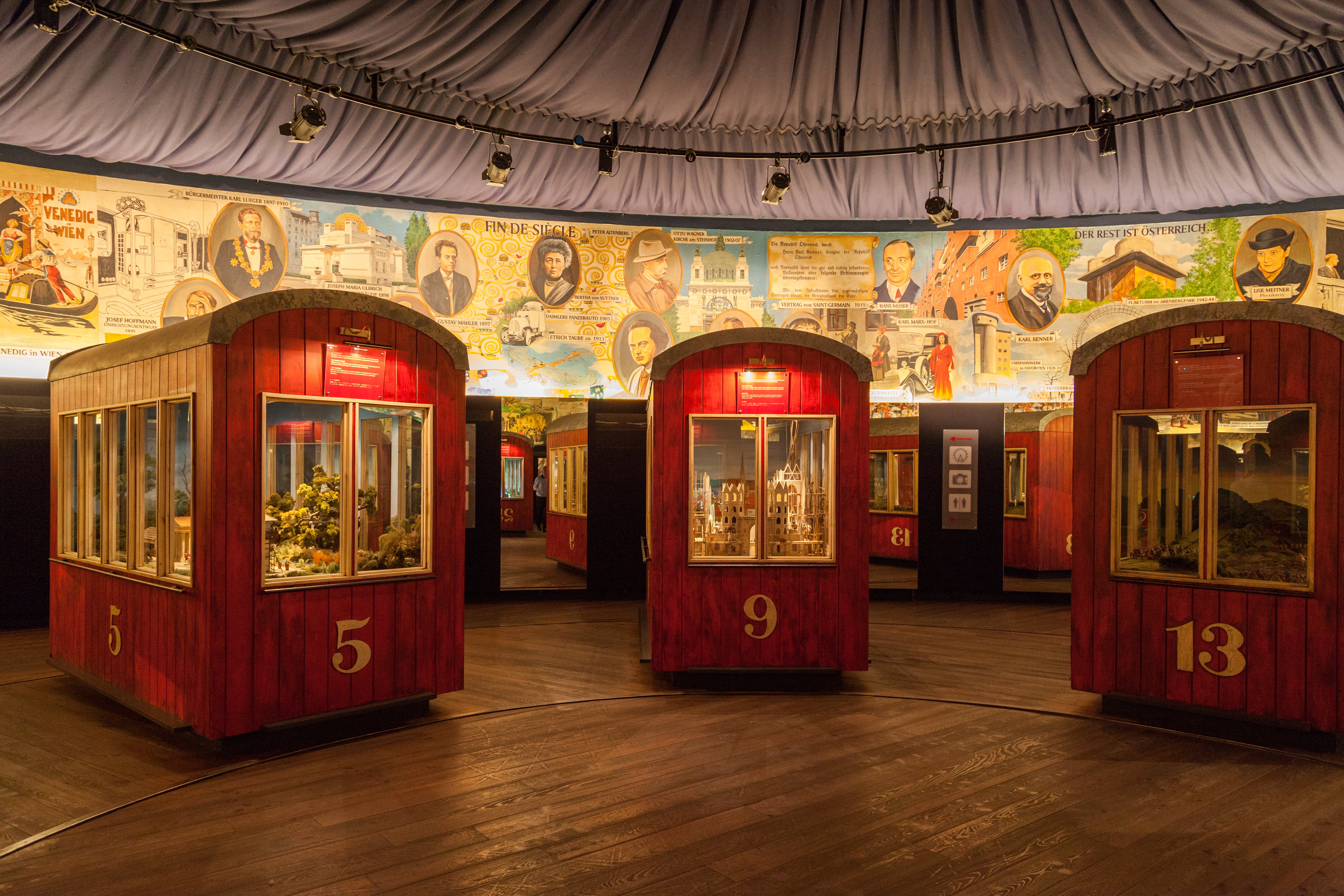
Nachbauten alter Waggons in der Eingangshalle (2014)

Der Wiederaufbau nach dem Krieg dauerte länger als geplant. Zwar konnten die die alten Untergestelle und Aufhängevorrichtungen der Waggons wiederverwendet werden, die Karosserien mussten jedoch von der Kritzendorfer Firma Morawsky & Co. neu gebaut werden. Im Mai 1947 standen erst 16 (von ursprünglich 30 Waggons) zur Verfügung, wovon aus Gründen der gleichmäßigen Gewichtsverteilung nur 15 eingebaut wurden. Am 24. Mai 1947 konnte das Wiener Riesenrad seinen Betrieb endlich wiederaufnehmen. Die restlichen Waggons wurden von Morawsky & Co. sukzessive geliefert und eingebaut.
Noch 1957, als der Eigentümer aus Anlass des 60-Jahr-Jubiläums des Fahrgeschäfts alte Waggons austauschen ließ, wurde wegen zu schwacher Frequenz an der Zahl von 15 Waggons festgehalten. Das Riesenrad mit 15 Waggons wurde ein Symbol des Wiederaufbaus. Seit 2002 befindet sich beim Riesenrad eine „Panoramamuseum“ genannte Ausstellungshalle mit acht nachgebauten Waggons, in denen die Geschichte des Wiener Praters dargestellt wird.
2016 wurde begonnen, die 15 Waggons gegen neue auszutauschen, die nach den Originalplänen von 1896/97 gebaut werden. Damals hatten die Waggons sechs Fenster pro Seite.
Das Riesenrad befindet sich über die „Wiener Riesenrad Dr. Lamac GmbH & Co OG“ und jeweils einer dazwischen geschalteten Vermögensverwaltungsgesellschaft im Privatbesitz von Dorothea Lamac.
2022 wurde zwischen zwei Waggons eine offene Glasplattform angebracht; bis zu vier frei stehende Personen können mitfahren und werden durch Gurte gesichert.

## Daten und Fakten

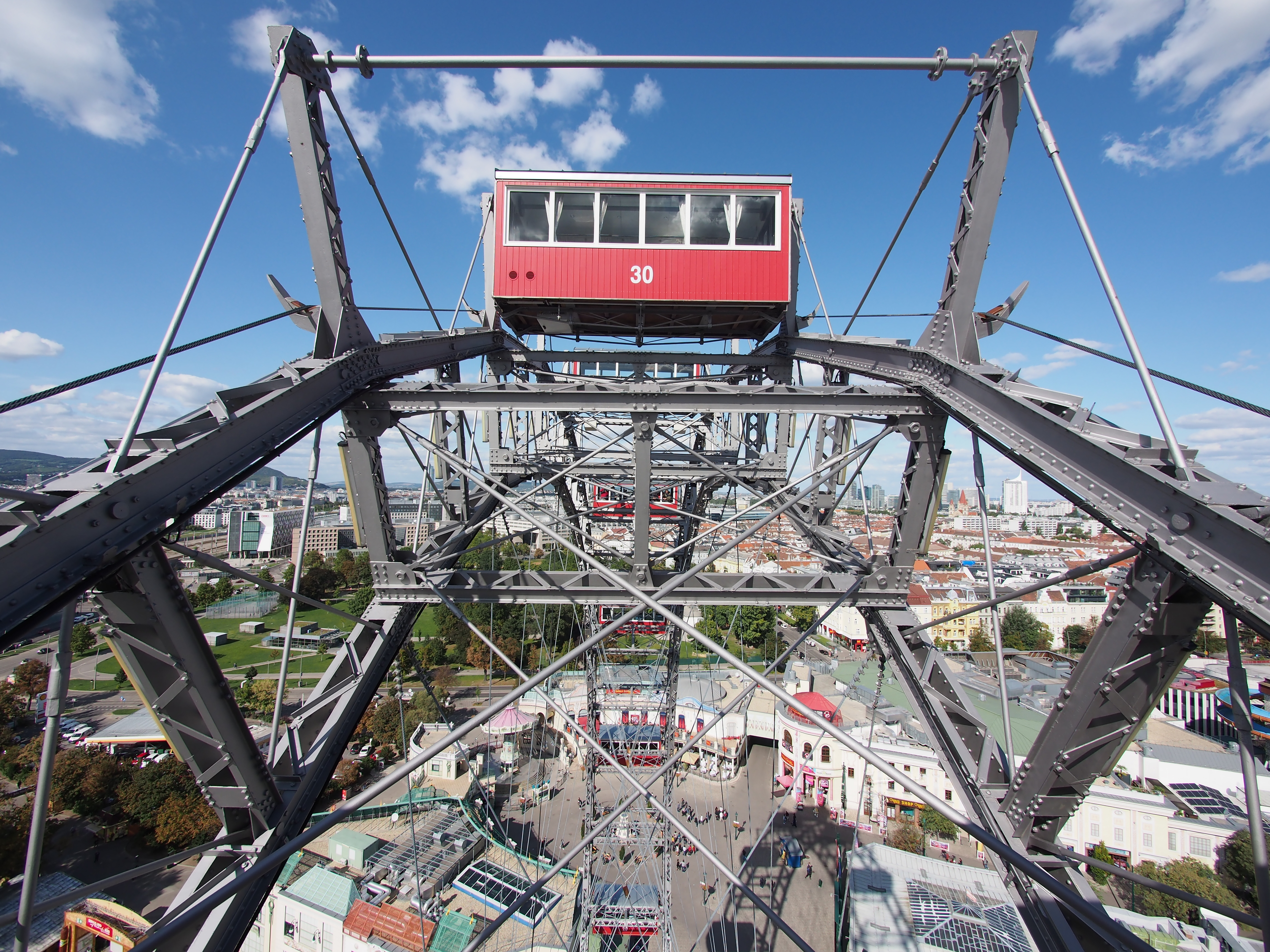
Am Scheitelpunkt

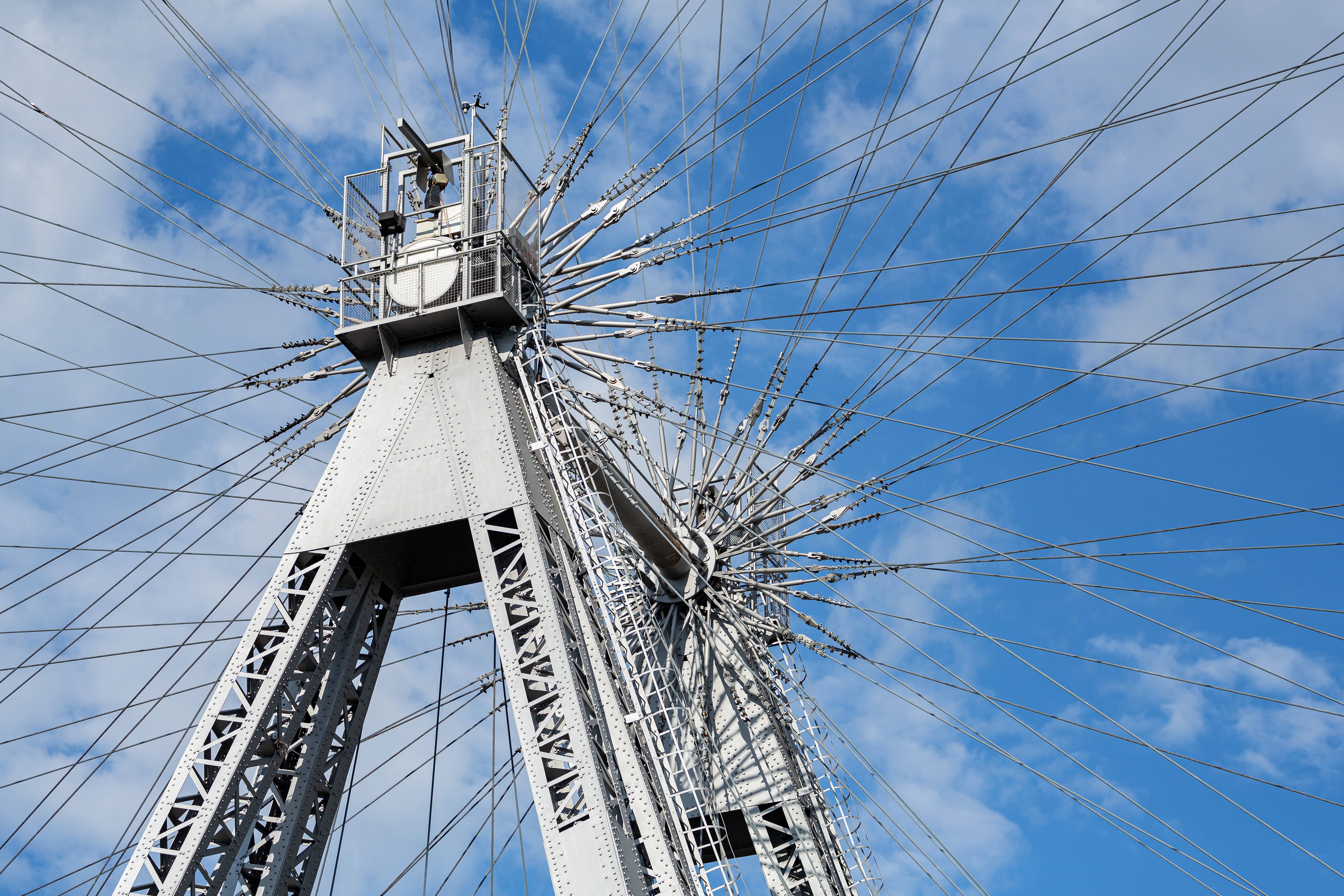
Achse und Speichen

Das Wiener Riesenrad hat die Form eines Dreißigecks mit einem Gesamtdurchmesser von 60,96 Metern (von 200 engl. Fuß abgeleitet), was dem Durchmesser über die Aufhängungsachsen der Waggons entspricht. Der äußere Raddurchmesser beträgt 55,78 Meter (183 Fuß), der innere Raddurchmesser 49,68 Meter (163 Fuß). Der höchste Punkt befindet sich 64,75 Meter über dem Boden.
Das Gewicht der rotierenden Konstruktion beträgt 244,85 Tonnen und das Gesamtgewicht aller Eisenkonstruktionen 430,05 Tonnen. Die Achse des Riesenrades ist 10,78 Meter lang, hat einen Durchmesser von 0,5 Metern und wiegt 16,3 Tonnen.
Der Antrieb erfolgt über zwei Motoren mit einer Leistung von 15 Kilowatt, die über eine Welle miteinander verbunden sind. Sie treiben über Riemen zwei Schwungräder an. Über Riemenscheiben und je ein zweistufiges Getriebe wird die Antriebskraft in die zwei Seiltriebe an den Außenseiten des Radkranzes eingeleitet, die Übertragung des Drehmomentes erfolgt über Reibungsbacken. Das Seil wird durch ein 3,5 Tonnen schweres Gewicht auf Spannung gehalten. Obwohl jeder der beiden Motoren allein das Rad bewegen könnte, sind zur Sicherheit zwei weitere, kleinere Motoren in das Antriebssystem integriert; die Stromversorgung hält bei Stromausfall ein Notstromaggregat aufrecht. Letztlich ist das Kraftübertragungssystem so ausgelegt, dass das Riesenrad auch per Hand gedreht werden kann.
Die Umfangsgeschwindigkeit des Riesenrads beträgt maximal 0,75 Meter pro Sekunde (2,7 Kilometer pro Stunde), eine vollständige Umdrehung beträgt somit 255 Sekunden. Die tatsächliche Dauer für eine Umdrehung ist wesentlich länger und hängt vom Passagieraufkommen ab, da im längsten Fall das Riesenrad jeweils nur um die Wegstrecke zwischen zwei Waggons weiterbewegt wird, um die Passagiere ein- und aussteigen zu lassen.
Nach der Demontage des Riesenrades in Blackpool (mit einer Höhe von 67 Metern) im Jahr 1928 galt das Riesenrad in Wien als das höchste Riesenrad der Welt, und erst 1985 wurde es vom Technocosmos (später umbenannt in Technostar) mit einer Höhe von 85 Metern in Tsukuba, Japan übertroffen.

## Wissenswertes
Das Wiener Riesenrad war im Verlauf seiner Geschichte auch Ort für waghalsige Aktionen: So drehte die Zirkusdirektorin Madame Solange d’Atalide im Jahr 1914 für einen Film auf einem Pferd sitzend eine Runde auf dem Dach eines Waggons des Wiener Riesenrads.
In die Filmgeschichte geriet das Wiener Riesenrad spätestens durch eine längere Sequenz in Der dritte Mann (1949, Regie: Carol Reed, mit Orson Welles und Joseph Cotten). In Erinnerung an diesen Film wurde es am 9. Juni 2016 in die Liste der Schätze der europäischen Filmkultur der Europäischen Filmakademie aufgenommen. Eine Szene im 15. James-Bond-Abenteuer Der Hauch des Todes (1987) ist ebenfalls auf dem Riesenrad gedreht worden.

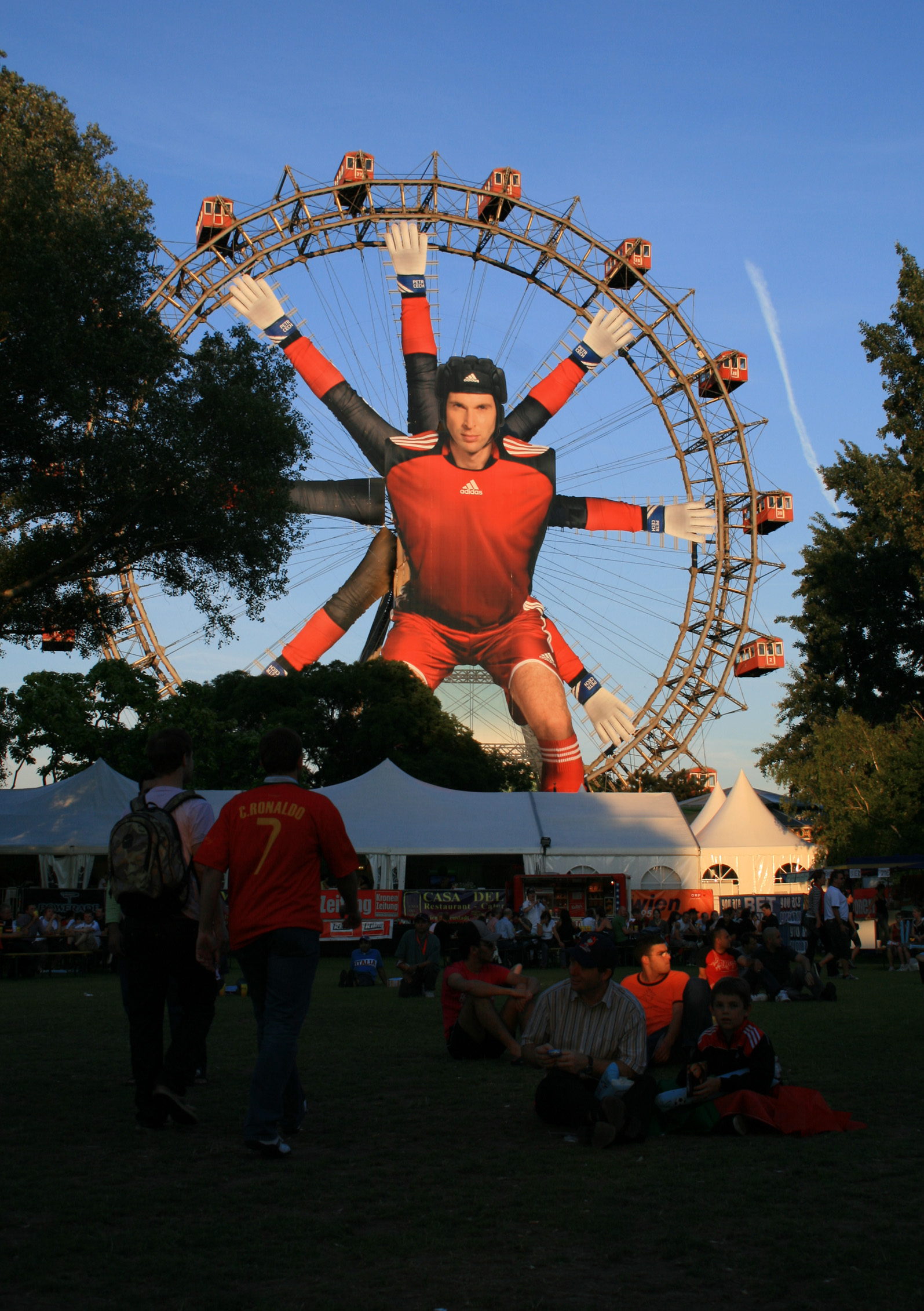
Das Riesenrad während der Fußball-EM 2008

Auch in der Fernsehserie Kommissar Rex taucht das Riesenrad mehrmals auf (unter anderem im Vorspann).
Anlässlich der Fußball-Europameisterschaft 2008 war das Riesenrad mit einem Bild des tschechischen Torhüters Petr Čech dekoriert. Ursprünglich sollte diese Funktion ein 2000 Quadratmeter großes über das Rad gespanntes Netz übernehmen. Darauf waren das EM-Logo, die EM-Maskottchen Trix und Flix sowie der Satz: „Wir freuen uns auf die Europameisterschaft.“ zu sehen. Das bereits montierte Netz musste wegen des nahenden Sturmtiefs „Emma“ Anfang März 2008 geöffnet werden (die einzelnen Netzteile waren mit Reißverschlüssen verbunden). Nach Aussagen der Stadt-Wien-Marketing wurde es durch den Sturm bis auf einen 1,5 Meter langen Riss nicht weiter beschädigt. Dennoch war dessen vollständige Entfernung erforderlich, da das Riesenrad sturmbedingt eine sicherheitstechnische Überprüfung benötigte. Zum Wiederaufhängen fehlten die dafür erforderlichen 50.000 bis 60.000 Euro. Der Hauptteil wäre für die Netzmontage aufzuwenden gewesen, da derartige Arbeiten nur in den Nachtstunden während der Stillstandszeiten des Riesenrades durchgeführt werden können und 14 Tage gedauert hätten.
Am 16. Oktober 2019 fand eine gemeinsame Bergungsübung von Spezialkräften der Feuerwehr, Berufsrettung und Polizei statt, bei der – bei Wind – wiederholt ein Verletzten-Dummy und zuletzt auch zwei Journalisten von einem Waggon am höchsten Punkt des Rads abgeseilt wurden. Am 21. August 2021 versuchte Erich Blie, Schlagzeuger der bekannten österreichischen AOR-Band Cornerstone, einen Weltrekord aufzustellen, indem er zwei Runden auf einer Plattform montiert ein Schlagzeugsolo über den Dächern Wiens zum Besten gab. Zum 125-Jahre-Jubiläum bespielte das Theaterensemble Nesterval im Juni 2022 Vorplatz, Foyer, Museum und Waggons des Wiener Riesenrads.

## Einordnung zu anderen Riesenrädern
George Ferris als Erfinder des Riesenrades setzte bei der Weltausstellung in Chicago 1893 das erste derartige Fahrgeschäft um. Der Erfolg dieser Erfindung veranlasste den britischen Marineoffizier und Ingenieur Walter Bassett Basset, Ferris das Patent abzukaufen und in der Folge vier weitere Riesenräder in Europa zu errichten. Das heute einzige dieser vier ersten Riesenräder aus der Zeit um die Jahrhundertwende, das noch steht, ist das Wiener Riesenrad im Prater, welches eine baulich kleinere Kopie des Blackpooler Riesenrades darstellt. Ein für New Brighton (Stadtteil von Wallasey) geplantes Riesenrad wurde aufgrund von Rechtsstreitigkeiten nicht errichtet. Der Ort errichtete als Ersatz dafür den New Brighton Tower, der allerdings in den 1920er Jahren wieder abgerissen wurde.
|                    | Chicago | London | Blackpool | Wien       | Paris |
| ------------------ | ------- | ------ | --------- | ---------- | ----- |
| Bild               |         |        |           |            |       |
| Maximale Höhe      | 84 m    | 93,9 m | 67 m      | 64,7 m     | 100 m |
| Errichtungsjahr    | 1893    | 1895   | 1896      | 1897       | 1900  |
| Jahr der Demontage | 1906    | 1907   | 1928      | in Betrieb | 1920  |

## Bildergalerie

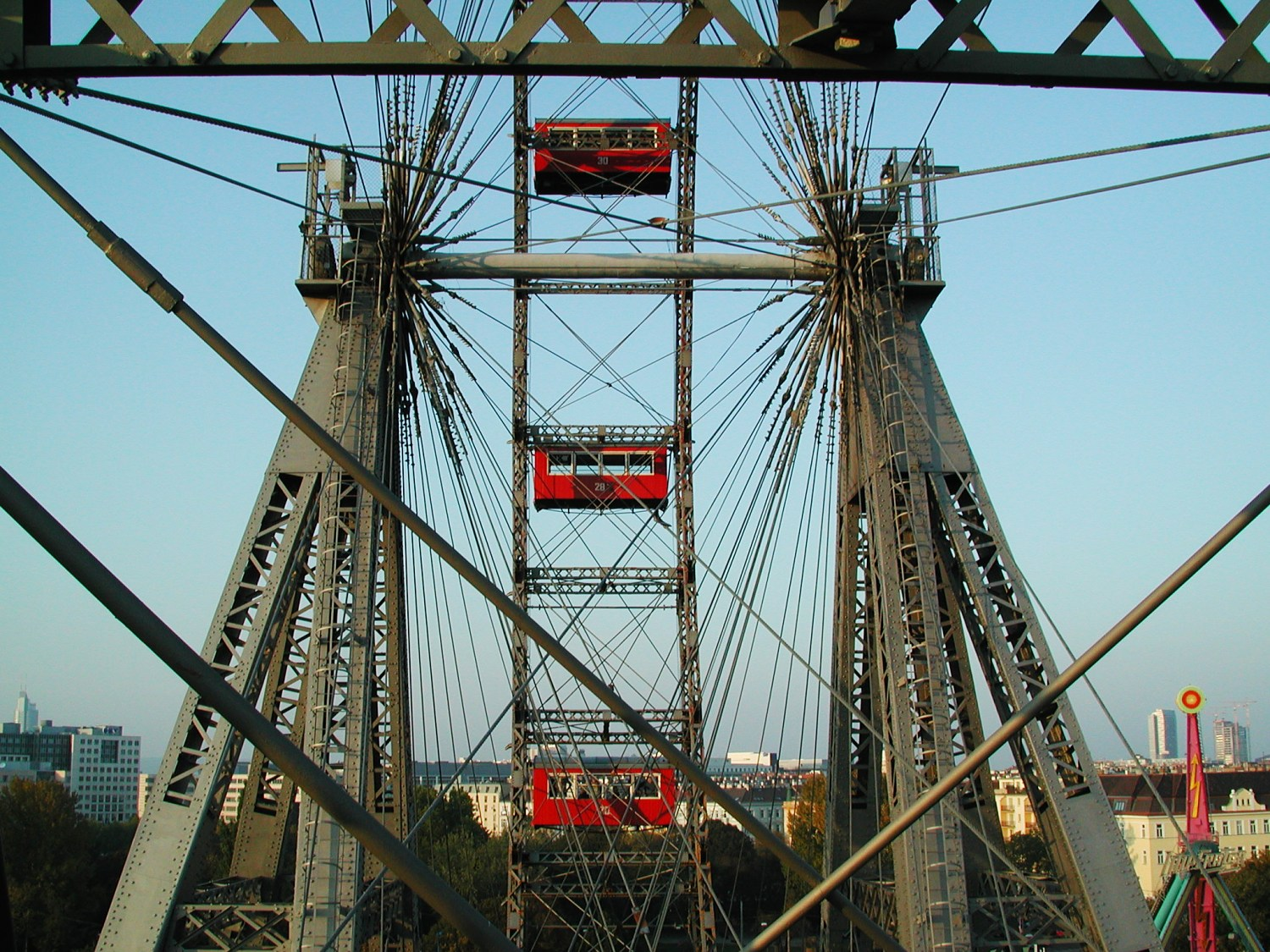
Details der Eisenkonstruktion
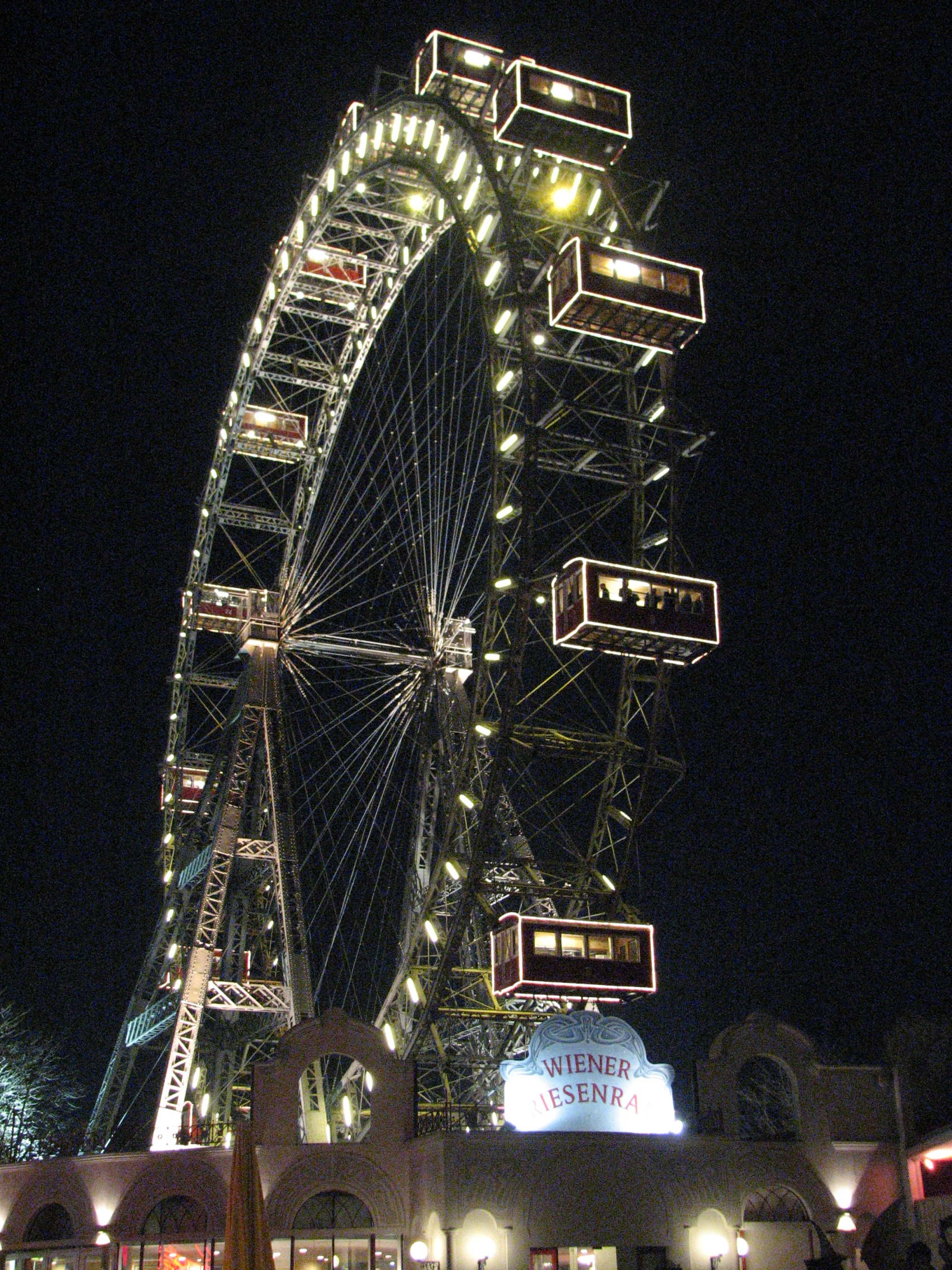
Riesenrad bei Nacht
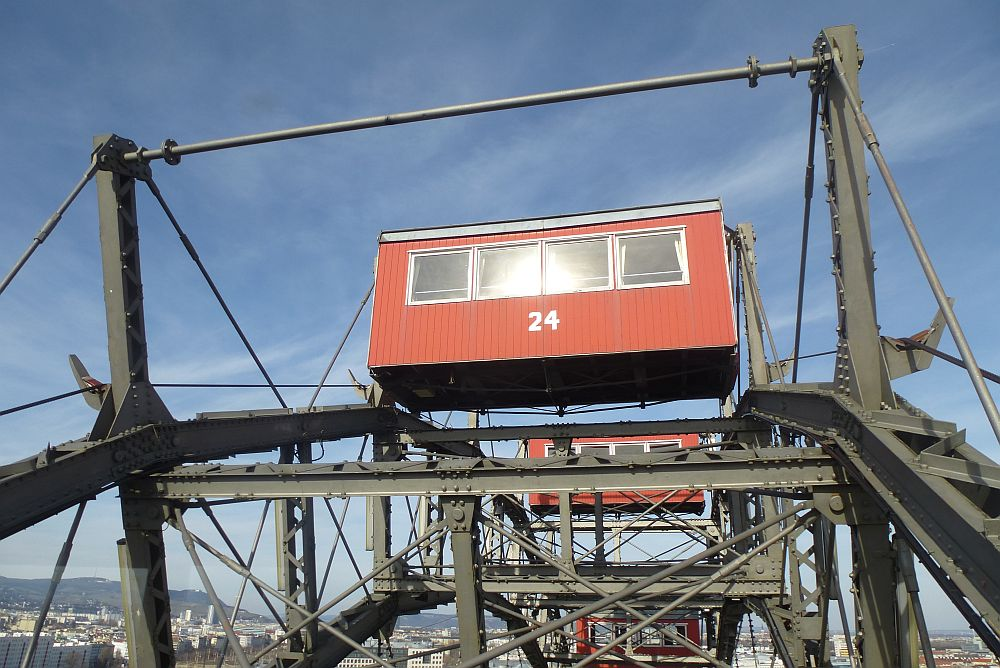
Vor Waggon 24: Zwei Radial-Ausleger, oben verbunden mit, seit etwa 1946 leerer Achse. – Nahe den seitlichen Bildrändern: Nach außen abstehende Haken nehmen die zwei Antriebsseile reibschlüssig auf.
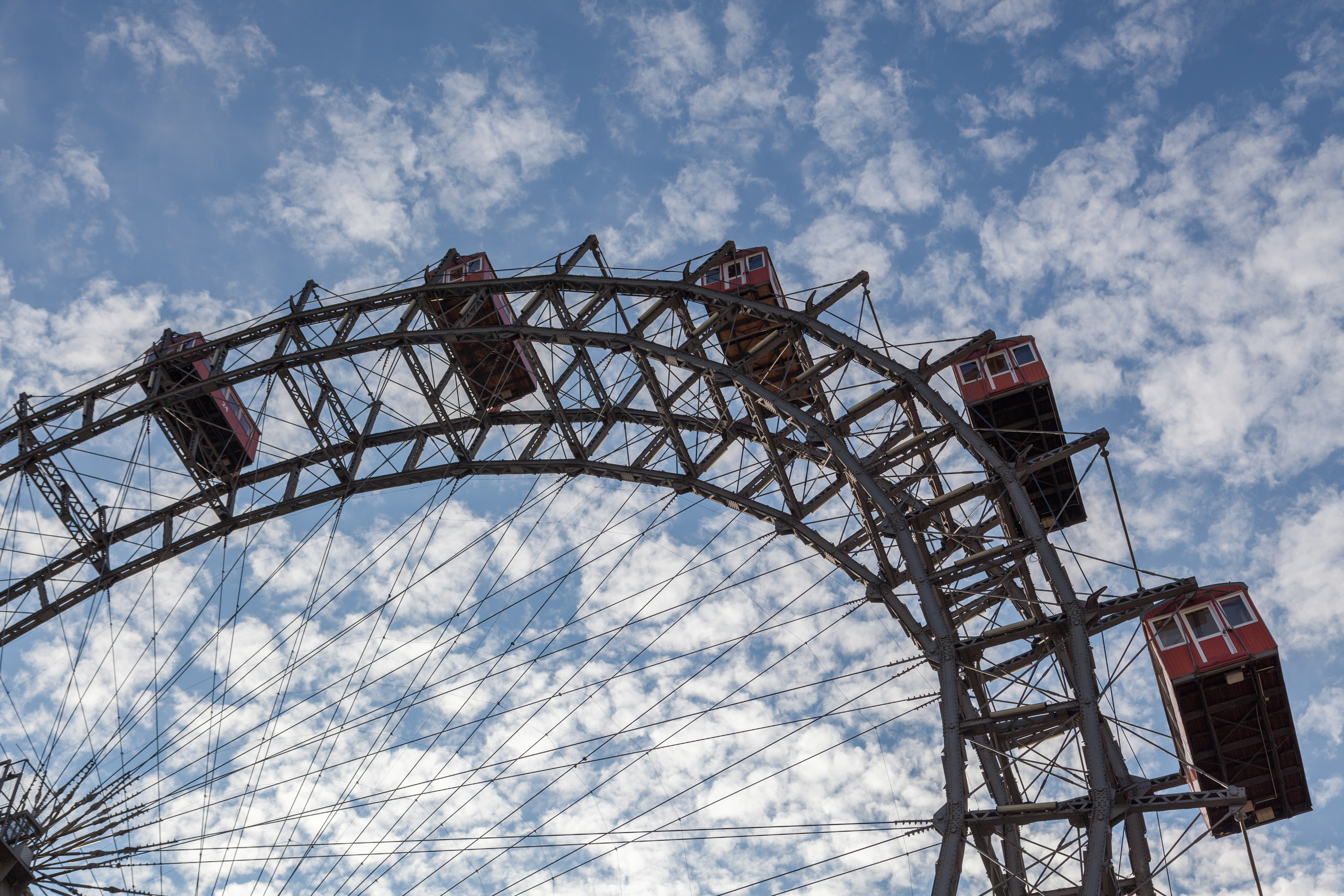
In luftiger Höhe
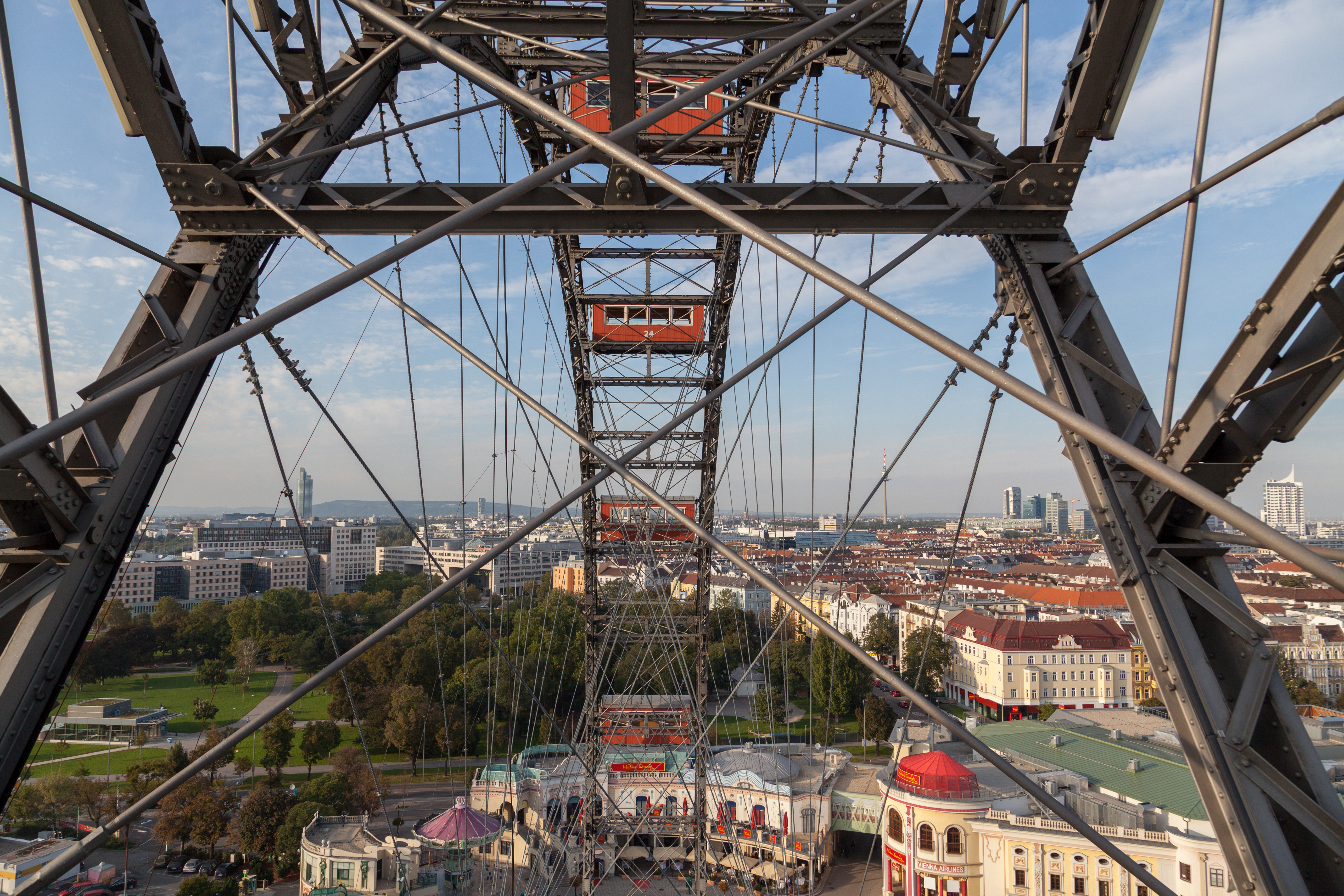
Blick zwischen die Speichen und Streben auf Wien
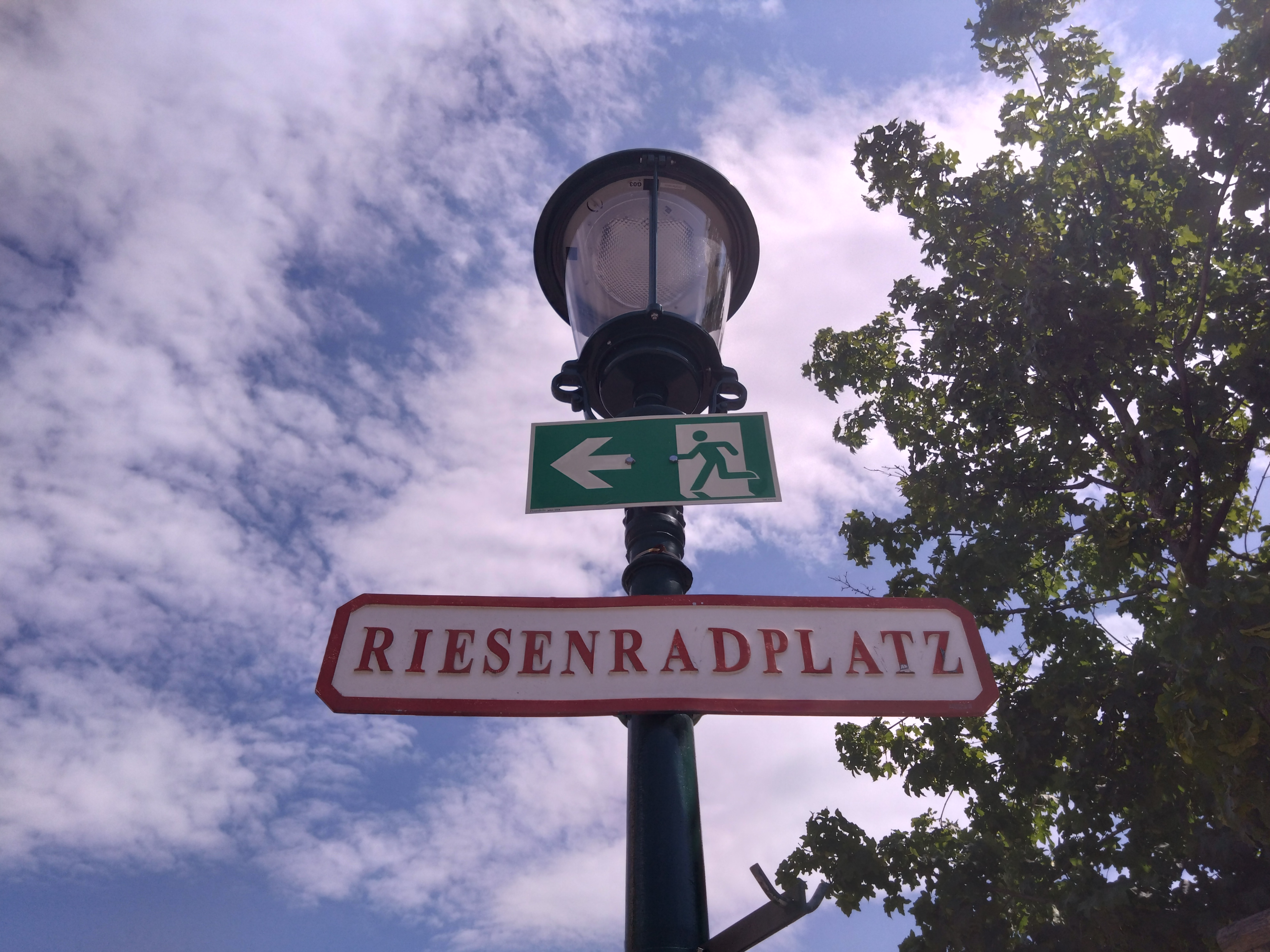
Namensschild des Riesenradplatzes